# Juan III de la Cueva y Benavides
Juan III de la Cueva y Benavides (?, Úbeda - 1522, Carcagente) fue un militar castellano, titulado tercer señor de la villa de Solera, señor de la Casa de la Cueva, de Torreperogil y de la Torre de Garci Fernández.

## Biografía
Nació en Úbeda (Jaén) en fecha desconocida, siendo hijo de Luis de la Cueva, segundo señor de Solera, y de María Manrique de Benavides, hija de los segundos señores de Jabalquinto y Almanzora.
Fue cabeza de su bando en Úbeda, caballero de la Orden de Santiago y comendador de Bedmar y Albanchez como su padre y abuelo, en sucesión del primero tras su trágica muerte, por merced de Carlos I de España. Apenas gozó dichas encomiendas, pues murió dos años después siendo general de las tropas de a pie y a caballo del citado emperador socorriendo al Reino de Valencia en Carcagente, con motivo del levantamiento de la Germanía, donde había llegado en el mes de septiembre de 1521.
Falleció a causa de las heridas provocadas por una saetera que le traspasó la armadura por debajo del brazo, y fue enterrado en su capilla mayor de la iglesia de Santa María de los Reales Alcázares de Úbeda, frente al altar mayor, poniendo sobre su tumba el estandarte de damasco carmesí propio de la gente de guerra de aquella ciudad, que él había llevado a la batalla.

## Matrimonio y descendencia
Contrajo matrimonio con Mencía Manuel de Bazán, hija de Álvaro de Bazán y Quiñones, primer señor de Finelas, Vélez de Benaudalla y Jerafe, y de María Manuel de Solís, dama de la reina Isabel I de Castilla y aya del príncipe Miguel de la Paz. Fueron hijos de este matrimonio:
1. Juan de la Cueva y Benavides, cuarto señor de Solera y señor de la Casa de la Cueva. Falleció siendo niño, y con él se extinguió la línea varonil de la Casa en Úbeda.
2. Isabel de la Cueva y Benavides, quinta señora de Solera, señora de la Casa de la Cueva y de las Torres de Pero Gil y Garci Fernández. Casó con Francisco de Benavides y Mesía Carrillo, quinto conde de Santisteban del Puerto, a cuya casa se agregó el señorío de la Casa de la Cueva, siendo con el tiempo también marqueses de Solera.
3. María Manuel de la Cueva, que murió soltera.